# Dijonska stolnica
Dijonska stolnica ali stolnica sv. Benigna Dijonskega (francosko Cathédrale Saint-Bénigne de Dijon) je rimskokatoliška cerkev v mestu Dijon v Burgundiji v Franciji, posvečena svetemu Benignu Dijonskemu. Gotska stolnica, zgrajena med letoma 1280 in 1325 ter posvečena 9. aprila 1393, je uvrščena na seznam narodnih spomenikov.
Izvirno je bila cerkev samostana sv. Benigna, med francosko revolucijo pa je postala sedež dijonske škofije in je po sekularizaciji nadomestila prejšnjo stolnico, od njenega razglasitve za sekularizirano leta 2002 pa je sedež naslednje dijonske nadškofije.

## Zgodovina
Prva cerkev tukaj je bila bazilika, zgrajena nad domnevnim sarkofagom sv. Benigna, ki je bil postavljen v kripto, ki jo je zanjo leta 511 zgradil sv. Gregor iz Langresa; bazilika nad kripto je bila dokončana leta 535. Od začetka 9. stoletja je bil sv. Benign osebni samostan škofov iz Langresa. Leta 869 ga je Izak, škof iz Langresa, ponovno ustanovil kot benediktinsko opatijo in hkrati obnovil baziliko.
Leta 989 je Bruno, škof iz Langresa, prosil Mayeula, opata iz Clunyja, naj pošlje menihe, da bi opatijo, ki je propadala, ponovno naselili kot clunijsko hišo. Leta 990 je bil za novega opata imenovan Viljem iz Volpiana. Do leta 1002 so bile ruševine prejšnje stavbe porušene in začela se je gradnja nove romanske stavbe, ki jo je zasnoval Viljem. Sestavljali so jo podzemna cerkev okoli Benignovega sarkofaga, pritlična cerkev za bogoslužje in rotonda s premerom 17 metrov, ki je bila postavljena na treh nivojih na mestu apside in je povezovala obe zgradbi. Ta kompleks stavb, ki ga je oktobra 1016 posvetil škof Lambert I., je bil okrašen v bogato okrašenem clunijskem slogu, od katerega se je ohranilo le nekaj sledi.
Leta 1137 je požar uničil večino mesta Dijon in poškodoval samostan in njegovo cerkev. Popravljeno stavbo je leta 1147 posvetil papež Evgen III.
Leta 1272 se je zrušil prehodni stolp, ki je uničil celotno zgornjo cerkev in močno poškodoval podzemno cerkev, ter razbil nekatere nosilne stebre rotunde. Nato je opat Hugo Arški iz močne burgundske družine s pomočjo svojih stikov leta 1281 zbral dovolj podpore za začetek gradnje nove gotske opatijske cerkve. Napredek je bil sprva hiter in ob Hugojevi smrti leta 1300 je bila gradnja skoraj dokončana. Vendar se je napredek upočasnil in delo je bilo končano šele leta 1325. Nova cerkev je za razliko od svoje predhodnice iz Cluniaca znana po svoji preprostosti in strogosti.
Opatija je bila med francosko revolucijo sekularizirana, vendar je bila cerkev najprej spremenjena v župnijsko cerkev, nato pa leta 1792 v stolnico dijonske škofije. Rotonda pa je bila takrat uničena; ostalo je le najnižje nadstropje, ki je bilo izkopano v 19. stoletju in je bilo od takrat preurejeno v kripto.

## Grobovi
- Filip Dobri
- Vladislav Beli, poljski vojvoda iz dinastije Piastov

## Opatijska cerkev sv. Bénigne, njeni vzorniki in nasledniki
Romanska opatijska cerkev sv. Bénigne, ki jo sestavlja velika bazilika s kornim podaljškom skozi osrednjo stavbo, v zahodni Evropi ni imela precedensa.
Nekateri umetnostni zgodovinarji, vključno z Wilhelmom Schlinkom, vidijo Panteon v Rimu (zgrajen 118–125 n. št.), katoliško cerkev Santa Maria ad Martyres od leta 609 naprej, kot možen model za sv. Bénigne, kar je nedavno potrdila Američanka Carolyn Marino Malone.
Drugi vidijo prvotno bizantinsko cerkev Božjega groba v Jeruzalemu kot možen model za Dijon. Do sredine prejšnjega stoletja je bila ta teorija precej kontroverzna, saj je bila do takrat znana le cerkev Božjega groba, ki se je ohranila do danes. Obnovljena je bila med letoma 1009 in 1170, vendar je ji bil sv. Bénigne le rahlo podoben. V 1960-ih so znanstveniki raziskali lokacijo in podzemlje prvotne cerkve Svetega groba (posvečene leta 335 in uničene leta 1009). Njihove ugotovitve so omogočile razvoj rekonstrukcije, ki jo je v tlorisu dokumentiral Virgilio Corbo.
Dimenzije (približne, brez stenskih šablon, vzete iz načrtov)
Celotna dolžina, vključno z vhodnim atrijem: 137,00 m
Dolžina bazilike: 57,00 m
Zunanja širina bazilike: 37,00 m
Zunanji premer rotunde: 35,00 m

### Sredina 11. do konca 13. stoletja
Opatijska cerkev v Dijonu je bila 28. junija 1137 močno poškodovana zaradi velikega požara, ki je zajel celotno mesto. Popravili in razširili so jo, tako da je vključevala vhodni atrij. Posvetitev je zabeležena leta 1147, ki se domnevno nanaša le na (zdaj obokane?) vzhodne dele. Obnova ladje, morda tudi z rebrastimi oboki in njenim veličastnim portalom, je trajala do okoli leta 1160/70. Vojvoda Hugo III. je leta 1187 Dijon povzdignil v mesto, predmestje Saint-Bénigne pa je bilo obdano in vključeno v mestno obzidje.
Leta 1271 je bil velik del cerkve uničen zaradi podrtega križnega stolpa.

### Konec 13. do sredine 14. stoletja
Osem let pozneje so pod opatom Hugom Arškim odločili, da bodo baziliko popolnoma obnovili. Zgrajena je bila sedanja skoraj 700 let stara katedrala Saint-Bénigne, ki je ohranila rotundo. Stara kripta pod baziliko je bila verjetno zasuta z ruševinami iz prejšnje stavbe. Notranjost odraža duh visoke gotske arhitekture. Triapsidni kor s predprostorom in deli transepta so bili dokončani že leta 1287; gradnja ladje, katere razporeditev arkad na okroglih stebrih, triforija in svetlobnega nadstropja s prehodom je tipično burgundska, se je vlekla do leta 1325.
Balustrade na napuščih ladje in transepta ter kora so morda bile dodane tudi kasneje, da bi služile kot obrambna podstrešja v negotovih časih, od približno 14. stoletja naprej (stoletna vojna, verske vojne in druge).

## Trenutna stavba
Gotska stolnica je sestavljena iz treh ladij, z baziliki podobno trinadstropno fasado, ki jo sestavljajo arkade, ki se odpirajo na stranske ladje, triforij s prehodom in visoko svetlobno nadstropje z obsežnimi okna.
Ladjo zaključuje dvostolpna zahodna fasada, iz katere štrli veranda. Prečna ladja ne štrli čez zunanje stene stranskih ladij. Sledi ji korni prostor, ki ga na vzhodu zaključuje stopničasti kor.
Vsa okna so šilasti loki, njihova odprtina je razširjena tako navznoter kot navzven in razdeljena na večnivojske profile. V območju loka so strukturirana z gotskimi krogi, v klasičnih oblikah, kot so krogi, trilisti, štirilisti in petkotniki. Okna so razdeljena na šilaste obokane prostore z več kamnitimi prečkami, odvisno od njihove širine.

### Zahodna fasada
Zahodno fasado zaznamujeta dva fasadna stolpa, v katerih sta tudi zvonova (prepoznavna po zvočnih rešetkah v arkadnih odprtinah). Približno dve tretjini svoje celotne višine stojita na kvadratnih tlorisih, zgoraj pa se spremenita v osmerokotno obliko. Zunanja razporeditev tal in okenskih odprtin stolpov se razlikujeta. Med stolpoma stoji preddverje z balustrado. Nad njim se odpira veliko okno s trikotnim šilastim lokom in rozeto. Še en prehod je pred trikotnim zatrepom, okrašenim z rakovicami.

### Notranjost cerkve
Sedanja notranjost odraža duh visoke gotike na precej 'suh' način. Navdih črpa iz pomembnih vzornikov iz regij Île-de-France in Šampanja ter prevaja bistvene slogovne značilnosti burgundske gotike v akademski slog. Zdi se nekoliko toga, siva barva pa ji daje videz dolgočasne in brez življenja. Za razliko od precej svojevrstne Notre-Dame de Dijon predstavlja sv. Bénigne miselno šolo brez lastnega opaznega profila.
Notranjost ima skoraj kvadraten tloris in je razdeljena na tri ladje in štiri traveje. Ladje so razdeljene s predelnimi stenami, traveje pa z arkadnimi stebri in ustreznimi prečnimi loki obokov. Višina vzdolžnih sten osrednje ladje je tri nadstropja. V pritličju se predelne arkade odpirajo v stranske ladje. V srednjem nadstropju je zaprt triforij s prehodom in na samem vrhu bogato okrašeno svetlobno nadstropje. Šilasti loki predelnih arkad stojijo na močnih okroglih stebrih, ki proti ladjam in arkadam štrlijo tričetrtinski okrogli stebri. Na višini baz lokov so stebri obdani s preprostimi kapitelnimi frizi, ki so sestavljeni izključno iz ravnih, okroglih diskov: spodnji tvori obroč stebrov, zgornji trije pa štrleče imposte. Vmes so okrogli kapiteli gladki in proti vrhu zaobljeni kot konkavni. Podboji arkadnih lokov so razdeljeni na štiri kotne stopnice na obeh straneh predelne stene. Stebri ob strani ladje se nadaljujejo navzgor nad kapitelskim frizom v nekoliko manjših dimenzijah in segajo do prečnih lokov glavnega oboka. Na obeh straneh jih spremljajo polkrožni stebri, le malo razmaknjeni, podobne velikosti. Pritličje se približno na polovici stene, nekoliko nad vrhom loka arkad, zaključi s široko štrlečim konzolnim profilom, katerega zunanji rob se naslanja na osrednje stebre nad stebri.
Transept stoji na pravokotnem tlorisu, tako širok kot ladja in nima ločenega križišča. Višine krakov transepta in njihovih zatrepnih sten so podobne tistim v ladji. V pritličju je zatrepna stena popolnoma zaprta; nad njo je triforij z arkaturo, ki se razteza čez celotno širino transepta, in konzolnimi venci, ki delijo nadstropja.
Pred dejanskim stopničastim prezbiterijem je predprostor, ki skoraj ustreza četrtemu prerezu ladje

### Kripta nekdanje rotunde
Ko so v 19. stoletju ponovno odkrili zakopano kripto, so najprej odstranili ruševine, odkrili in zavarovali ostanke prvotne strukture. V bistvu so se ohranila tla in veliki deli pokončnih sten spodnjega nadstropja rotunde, stopničastega kora in prizidka kapele. Stropi kripte in vsi višji deli zgornjih dveh nadstropij ter njihovi oboki niso bili več ohranjeni. Severno in južno stopnišče sta bila prav tako popolnoma porušena do tal kripte. Verjetno je rušenje stropov spodnjega nadstropja poškodovalo tudi občutljive stebre, ki so jih podpirali. Zaradi precejšnjih ostankov so se takratni restavratorji odločili ohraniti vsaj spodnjo raven rotunde, vključno s stopničastim kornim prostorom in kapelnim prizidkom, ter jo omogočiti obiskovalcem. Iz ruševin je bilo rešenih toliko stebrov in kapitelov, da lahko vse današnje stebre in kapitele štejemo za originalne. Ohranjeni deli sten in položaji stebrov ustrezajo originalnim. Nekdanje nadzemno okno je bilo obnovljeno s pomočjo lahkih jarkov vzdolž vzhodnih delov. Hodniki so pokriti z okroglimi banjastimi oboki; zunanji ima v vsakem tretjem oboku križni obok, tako kot vsi ostali oboki, kar verjetno ustreza originalu, vendar pa izvirajo iz leta 1858. Višina kupole nad notranjim krogom arkad sploh ni avtentična. Prvotno je bil to trinadstropni jašek z "lažnim" četrtim nadstropjem. Zaključen je bil s polkrožno kupolo. Na vrhu se je odpiral krožni obok. Sedanja kupola nad kripto le rahlo posnema prvotni obok.

## Ohranjene samostanske stavbe
Samostanske stavbe sv. Benigna so se nekoč raztezale južno in severno od opatijske cerkve.
Ko zapustite cerkev skozi južni stranski portal, vas pozdravi cerkev sv. Filiberta nasproti. Nekoč je pripadala obsežnemu samostanskemu kompleksu sv. Benigna in je služila kot molilnica za novince. Danes je stavba razodeta in je ni mogoče obiskati.
Od obsežnega samostanskega kompleksa se je na severni strani cerkve ohranilo le vzhodno krilo križnega hodnika. V kleti je kapiteljska dvorana, obokana na težkih stebrih iz lomljenega kamna iz 11. stoletja, v pritličju pa rebrasto obokan dormitorij iz 13. stoletja, svetla in nenavadno lepa triladijska stebričasta dvorana. V teh prostorih je danes Arheološki muzej.